# Dyehuty (sumo sacerdote de Amón)
| G26 | t · y |

| G26 | t · y |

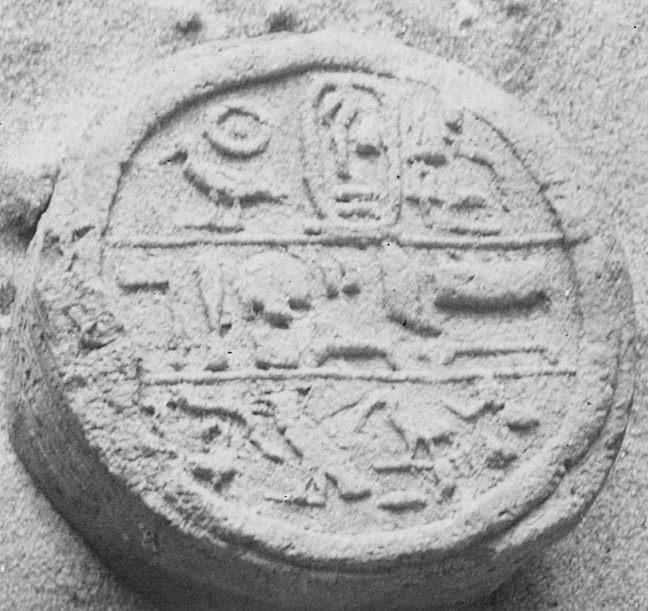
Cono funerario de Dyehuty con el nombre del rey Heqatauy.

Dyehuty o Dyehuti fue un antiguo sumo sacerdote egipcio de Amón a principios de la dinastía XVIII. 
Fue el primer oficial documentado con este título. Dyehuty es conocido principalmente por algunos conos funerarios, actualmente albergados en el Metropolitan Museum of Art, donde aparece como tal y también lleva el importante título de supervisor de los portadores del sello. Como también aparece en algunos de los conos funerarios el nombre de trono del faraón Amosis I (Neb-pejti-Ra), se puede suponer que Dyehuty es contemporáneo de este rey.
En otros conos funerarios, sin embargo, aparece el nombre de trono Heqataui, que no suele ser atestiguado por el rey.